# لاري بول كيلي
لاري بول كيلي (بالإنجليزية: Larry Paul Kelley)‏ هو مخترِع أمريكي، ولد في 1944.